# Drogon (Van Schendel)
Drogon is het debuut en een roman van Arthur van Schendel (1874-1946) die verscheen in 1896.

## Geschiedenis

### Ontstaan en ontvangst
De roman Drogon van Van Schendel werd geschreven te Apeldoorn tussen mei en november 1894. Het manuscript van de roman is verloren gegaan. Het verscheen pas in november 1896, nadat het manuscript enige tijd zoek was geweest, bij de Amsterdamse uitgever Versluys. Het was voorzien van vier illustraties door Marius Bauer. Het boek werd goed ontvangen, en positief besproken door onder anderen Lodewijk van Deyssel, Willem Kloos en Alphons Diepenbrock.

### Uitgaven
De eerste druk van het werk verscheen in 1896 bij Versluys te Amsterdam, uitgever van werk van de Tachtigers; bij de eerste druk hoort een erratumblad. Een herdruk volgde pas in 1935, bij J.M. Meulenhoff, voorzien van de lovende bespreking van Diepenbrock als voorwoord, maar zonder de illustraties van Bauer. Vervolgens werd het opgenomen in het eerste deel van het Verzameld werk (1976).

#### Luxe edities
Van het meeste werk van Van Schendel verschenen luxe edities, en dat begon al bij zijn debuut. Van deze uitgave verscheen een luxe, ongenummerde editie in een oplage van 10 exemplaren op Hollands papier; deze exemplaren werden, voor zover bekend, steeds in particuliere marokijnen banden gebonden.
Ook van de tweede druk verscheen een luxe editie, gedrukt op Oud-Hollands papier, in een oplage van 25, dit maal wel, met de hand, genummerde exemplaren.